# Black November
Pour plus de détails, voir Fiche technique et Distribution.
Black November: Struggle for the Niger Delta (ou Black November) est un film dramatique américano-nigérian dirigé et co-produit par Jeta Amata, sorti en 2012.
Le film raconte la lutte d'une communauté du delta du Niger contre le gouvernement nigérian et une société multi-nationale pétrolière pour sauver leur environnement détruit par des déversements excessifs de forages pétroliers. Il a pour principaux interprètes Mbong Amata, Hakeem Kae-Kazim, Mickey Rourke, Kim Basinger et Sarah Wayne Callies. 

## Synopsis
Ebiere Perema est une jeune femme qui après un séjour financé par une compagnie pétrolière dans une université américaine, revient dans son pays et dirige malgré elle la résistance de son peuple qui lutte contre son propre gouvernement et cette multinationale. 
Le récit, raconté par des terroristes tenant en otage un ensemble de personnes dans un tunnel, retrace en flashback la vie d'Ebiere Perema, depuis sa naissance.

## Fiche technique
- Titre original : Black November
- Titre québécois : Le Soulèvement
- Réalisation : Jeta Amata
- Scénario : Jeta Amata
- Direction artistique : Claire Fraser
- Casting : Lindsay Chag
- Photographie : James M. Costello
- Musique : Joel Christian Goffin
- Producteurs : Jeta Amata , Bernard Alexander, Marc Byers, Hakeem Kae-Kazim, Akon
- Société(s) de production : Wells & Jeta Entertainment
- Société(s) de distribution : E1 Entertainment Distribution
- Budget : 22 000 000 $[3]
- Pays d'origine : 
  -  Nigeria
  -  États-Unis
- Langue originale : anglais
- Format :  couleur – 35 mm – son  Dolby
- Genre :  drame, thriller
- Durée :  95 minutes
- Dates de sortie :
  -  États-Unis : 8 mai 2012 première à Washington
  -  Nigeria : 21 décembre 2012
- Sortie DVD : 3 mars 2015

## Distribution
- Mbong Amata : Ebiere Perema
- Hakeem Kae-Kazim : Dede
- Enyinna Nwigwe : Tamuno Alaibe
- Mickey Rourke : Tom Hudson
- Sarah Wayne Callies : Kate Summers
- Kim Basinger : Kristy
- OC Ukeje : Peter Gadibia
- Vivica Fox : Angela
- Persia White : Tracey
- Fred Amata : Gideon white
- Wyclef Jean : Timi Gabriel
- Akon : Opuwei
- Nse Ikpe-Etim : Ebiere's Attorney
- Barbara Soky : Franca
- Dede Mabiaku : capitaine Hassan
- Zack Amata : chef Kuku
- Isaac Yongo : chef Gadibia
- William Goldman : Rick Peterson
- Anne Heche : Barbra
- Lanny Joon : agent Cole
- Stefanie Kleine : Madeline
- Emmanuel Okhakhu : chef Okon
- Ivar Brogger : Bellamy
- Nathin Butler : Jack
- Jane Unogwu : Hosanna
- Razaaq Adoti (en) : Timi

## Développement
Jeta Amata, qui a grandi dans le delta du Niger, désirait depuis longtemps faire un film sur cette région. Il avait écrit trois scénarios sur une période de huit ans. Au fil des versions et au vu des questions que le film soulevait, il semblait plus difficile à faire, jusqu'au moment où le projet fut enfin réalisable (budget).
Black November tire son titre du mois au cours duquel le militant Ken Saro-Wiwa a été exécuté en 1995. Jeta Amata avait rencontré une fois Saro-Wiwa grâce à son père et a été affecté par sa mort.
Les récents conflits dans le delta du Niger, avec l'émergence de groupes armés, a déclenché l'intérêt d'Amata pour faire le film. Jeta Amata a rencontré la plupart des ex-militants du delta du Niger tels que Asari Dokubo et Boyloaf. À écouter leurs versions de l'histoire : « Nous ne cherchons pas à combattre le gouvernement, en essayant de lutter contre les compagnies pétrolières, nous essayons de réparer ce qui a été endommagé... », il a déclaré : « Ce que je fais est ce qu'ils ont fait, mais sans armes. » Jeta Amata a expliqué que même si le film a touché quelques points politiques, il est plus axé sur le côté humain du conflit, sur les sentiments des gens et ce qu'ils traversent. Le film a été financé par un baron du pétrole nigérian, le capitaine Hosa Wells Okunbo qui a dit qu'il ne voulait pas être vu dans l'histoire « juste comme un riche exploitant » et qu'il voulait donner quelque chose en retour à la région qui l'avait rendu riche. À la fin 2011, le réalisateur a annoncé le lancement de la version définitive du film qui avait initialement vu le jour avec le titre Black Gold dans les premiers mois de 2011. Selon Amata, le film a été « mis à jour. » Il devait se conformer strictement à ce qui se passait en ce moment-là (le Printemps arabe). Ce changement a entraîné la suppression de 60 % des scènes de Black Gold. Malgré tout, les deux  métrages se fusionnent parfaitement. Mickey Rourke, Kim Basinger et Anne Heche qui ne faisaient pas initialement partis de Black Gold ont été ajoutés à la refonte de Black Novembre.
Le film, qui est une fiction, basé sur des événements réels, a été projeté la première fois au Kennedy Center le 8 mai 2012 et également le 26 septembre 2012 au cours de l'Assemblée générale des Nations unies. Il a été rencontré de nombreux commentaires négatifs. Il a cependant eu un impact significatif. Amata et le producteur associé du film, Lorenzo Omo-Aligbe, ont été invités à la Maison-Blanche. Bobby Rush du Congrès et son collègue républicain Jeff Fortenberry ont été tellement touchés par le film qu'ils ont parrainé une résolution commune visant à mettre sous pression le gouvernement nigérian et les compagnies pétrolières occidentales pour nettoyer les déversements dans le Delta du Niger.
Le film, initialement, avait un budget de 300 000 $ à prélever sur les indemnisations par rapport aux déversements d'hydrocarbures et qui devaient mettre un terme aux mauvaises conditions de vie des Nigérians affectés. Face au changement radical du projet du film, il a fallu prendre 16 000 000 $ pour la production. Le montant pour la production et la commercialisation du film a totalisé environ 22 000 000 $.  Le tournage a été fait en partie dans le Delta du Niger et à Los Angeles Californie. Des parties du film ont également été tournées à Makurdi, capitale du Nigeria. Le film a été produit par Wells et Jeta Divertissement, en collaboration avec Rock City Entertainment, Inc. et Starkid. Des menaces de mort ont été envoyées à l'actrice principale Mbong Amata au cours de la réalisation du film en 2011. La source de la menace reste encore inconnue, mais il en a été déduit que cela pouvait provenir soit d'un groupe militant ou d'une compagnie pétrolière. Il y a eu une période pendant le tournage ou certains équipements de production en provenance de l'étranger ont été saisis par les douanes du Nigeria. L'équipe du film devait rester inactive à l'hôtel des semaines, alors que l'équipement attendait l'autorisation des douanes.

## Critiques
Black November a eu un avis globalement défavorable de la part du public,.  
Le film a une cote de 67 % sur Nollywood Reinvented qui trouve que le film met en avant une histoire émotionnellement convaincante avec au premier plan une question politique très pertinente. Il déplore seulement le manque de développement du rôle principal. Black Novembre est brillant sur le plan cinématographique avec un scénario captivant et cohérent mais qui manque de caractère pour le protagoniste. Le site a toutefois noté la performance de Mbong Amata comme son rôle le plus convaincant à ce jour.

## Références historiques

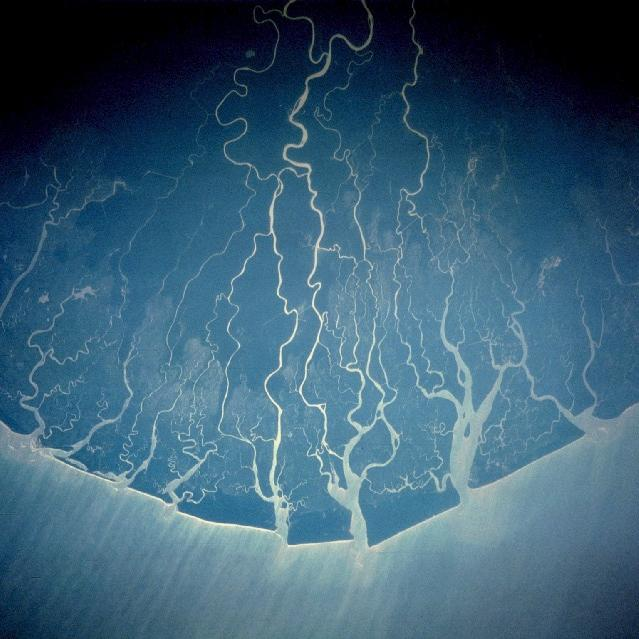
Image satellite du delta du Niger.